# Ultra-Trail World Tour 2020
Navigation
2019 2021
L'Ultra-Trail World Tour 2020 est la septième édition de l'Ultra-Trail World Tour, compétition internationale d'ultra-trail fondée en 2013 et qui regroupe désormais vingt-huit courses en un circuit mondial. Il se déroule du 17 janvier au 3 décembre 2020, la première épreuve étant le Hong Kong 100, disputé à Hong Kong, et la dernière, l'Oman by UTMB, disputé en Oman.
Des changements importants sont effectués pour cette édition, avec l'ajout de huit nouvelles courses, d'un nouveau système de points ; mais surtout, d'importantes modifications sont opérées sur le calendrier de la saison, avec de multiples reports et annulations, en raison de la pandémie de maladie à coronavirus.

## Programme
| Nom de la course                 | Pays                   | Dates             | Gagnant                | Gagnante         |
| -------------------------------- | ---------------------- | ----------------- | ---------------------- | ---------------- |
| Hong Kong 100                    | Hong Kong              | 17 janvier 2020   | Pei-Quan You           | Fu-Zhao Xiang    |
| Tarawera Ultramarathon           | Nouvelle-Zélande       | 8 février 2020    | Tom Evans              | Manuela Soccol   |
| Transgrancanaria                 | Espagne                | 4 mars 2020       | Pau Capell Pablo Villa | Kaytlyn Gerbin   |
| Gaoligong by UTMB                | Chine                  | 23 mars 2020      | Annulé                 | Annulé           |
| Patagonia Run                    | Argentine              | 4 avril 2020      | Annulé                 | Annulé           |
| 100 Miles of Istria              | Croatie                | 17 avril 2020     | Annulé                 | Annulé           |
| Penyagolosa Trails               | Espagne                | 18 avril 2020     | Annulé                 | Annulé           |
| Ultra-Trail Mt.Fuji              | Japon                  | 24 avril 2020     | Annulé                 | Annulé           |
| Madeira Island Ultra Trail       | Portugal               | 25 avril 2020     | Annulé                 | Annulé           |
| Whalers’ Great Route Ultra-Trail | Portugal               | 8 mai 2020        | Annulé                 | Annulé           |
| 100 Australia                    | Australie              | 16 mai 2020       | Annulé                 | Annulé           |
| VVX Volvic-Volcanic Experience   | France                 | 22 mai 2020       | Annulé                 | Annulé           |
| Mozart 100                       | Autriche               | 20 juin 2020      | Annulé                 | Annulé           |
| Lavaredo Ultra Trail             | Italie                 | 26 juin 2020      | Annulé                 | Annulé           |
| Western States Endurance Run     | États-Unis             | 27 juin 2020      | Annulé                 | Annulé           |
| Val d’Aran by UTMB               | Espagne                | 3 juillet 2020    | Annulé                 | Annulé           |
| Eiger Ultra Trail                | Suisse                 | 19 juillet 2020   | Annulé                 | Annulé           |
| Golden Ring Ultra-Trail          | Russie                 | 19 juillet 2020   | Konstantin Ivanov      | Antonina Iushina |
| TDS                              | Italie, France         | 26 août 2020      | Annulé                 | Annulé           |
| CCC                              | Italie, Suisse, France | 28 août 2020      | Annulé                 | Annulé           |
| Ultra-Trail du Mont-Blanc        | France, Italie, Suisse | 28 août 2020      | Annulé                 | Annulé           |
| Ultra-Trail Harricana du Canada  | Canada                 | 13 septembre 2020 | David Savard-Gagnon    | Catherine Lemire |
| Trans Jeju                       | Corée du Sud           | 10 octobre 2020   | Annulé                 | Annulé           |
| Ultra-Trail Ninghai              | Chine                  | 17 octobre 2020   | Yun Yan-Qiao           | Wenrong Zheng    |
| Cappadocia Ultra Trail           | Turquie                | 17 octobre 2020   | Annulé                 | Annulé           |
| Javelina Jundred                 | États-Unis             | 31 octobre 2020   | Tim Tollefson          | Nicole Bitter    |
| Ultra-Trail Cape Town            | Afrique du Sud         | 28 novembre 2020  | Annulé                 | Annulé           |
| Oman by UTMB                     | Oman                   | 3 décembre 2020   | Annulé                 | Annulé           |

## Classements finaux
En raison de la saison écourtée par les nombreuses annulations causées par la pandémie de Covid-19, les organisateurs ont décidé de ne pas décerner de titres en 2020.